# Kleingebiet Csurgó
Das Kleingebiet Csurgó (ungarisch Csurgói kistérség) war bis Ende 2012 eine ungarische Verwaltungseinheit (LAU 1) innerhalb des Komitat Somogy in Südtransdanubien. Im Zuge der Verwaltungsreform Anfang 2013 gingen alle Ortschaften komplett in den Kreis Csurgó (ungarisch Csurgói járás) über.
Ende 2012 lebten auf einer Fläche von 496,19 km² 16.807 Einwohner. Die Bevölkerungsdichte war mit 34 Einwohnern/km² die niedrigste im Komitat.
Der Verwaltungssitz befand sich in der einzigen Stadt Csurgó (5.229 Ew.). Zweitgrößte Ortschaft war die Großgemeinde Berzence (2.602 Ew.).

## Ortschaften
Die folgenden 18 Ortschaften gehörten zum Kleingebiet Csurgó:
| Berzence          | Csurgó         | Csurgónagymarton | Gyékényes        | Iharos          |
| Iharosberény      | Inke           | Őrtilos          | Pogányszentpéter | Porrog          |
| Porrogszentkirály | Porrogszentpál | Somogybükkösd    | Somogycsicsó     | Somogyudvarhely |
| Szenta            | Zákány         | Zákányfalu       |                  |                 |